# Sayatón
Sayatón község Spanyolországban, Guadalajara tartományban. Sayatón Almonacid de Zorita, Pastrana, Valdeconcha, Fuentelencina, Auñón, Sacedón és Buendía községekkel határos. Lakosainak száma 69 fő (2024).

## Népesség
A település népessége az utóbbi években az alábbiak szerint változott:
| Lakosok száma | 136  | 129  | 121  | 115  | 116  | 95   | 86   | 78   | 64   | 69   |
|               | 2001 | 2004 | 2006 | 2009 | 2011 | 2014 | 2016 | 2019 | 2021 | 2024 |